# Weiden in der Oberpfalz
Weiden in der Oberpfalz er en by i den tyske delstat Bayern, i det sydlige Tyskland. Byen har et indbyggertal på 42.557 (2007) og et areal på 68,50 km².
- Wikimedia Commons har flere filer relateret til Weiden in der Oberpfalz